# Ignacio Calderón
Ignacio Francisco Calderón González (Guadalajara, 1943. december 13. –) mexikói válogatott labdarúgó, kapus.
Pályafutása során 60 alkalommal védett a mexikói válogatottban, ő tartja azt a mexikói rekordot, ami a világbajnokságon kapott gól nélkül lejátszott időt jelenti: 1970-ben több mint három mérkőzésnyi időn keresztül nem kapott gólt. A Guadalajara csapatával háromszoros mexikói bajnok volt.